# Cầu lông tại Đại hội Thể thao Đông Nam Á 1981
Cầu lông tại Đại hội Thể thao Đông Nam Á năm 1981 diễn ra từ 6 đến 15 tháng 12 năm 1981 tại Camp Crame Gymnasium, Thành phố Quezon, Manila, Philippines. Chương trình thi đấu gồm bảy nội dung tiêu chuẩn: đơn nam, đơn nữ, đôi nam, đôi nữ, đôi nam–nữ (mixed doubles), đồng đội nam và đồng đội nữ.
Đoàn Indonesia tiếp tục khẳng định thế mạnh của mình khi giành hết 7 tấm huy chương vàng ở môn cầu lông.

## Tóm tắt kết quả
| Nội dung     | Vàng | Bạc | Đồng |
| ------------ | --- | --- | --- |
| Đơn nam      | Liem Swie King · Indonesia                                                                                     | Hastomo Arbi · Indonesia | Misbun Sidek · Malaysia |
| Đơn nam      | Liem Swie King · Indonesia                                                                                     | Hastomo Arbi · Indonesia | Sarit Pisudchaikul · Thái Lan |
| Đơn nữ       | Verawaty Fadjrin · Indonesia                                                                                   | Ivana Lie · Indonesia | Katherine Teh · Malaysia |
| Đơn nữ       | Verawaty Fadjrin · Indonesia                                                                                   | Ivana Lie · Indonesia | Suleeporn Jittariyakul · Thái Lan                                                                                                 |
|              | | | |
| Đôi nam      | Rudy Heryanto · Kartono · Indonesia                                                                            | Jalani Sidek · Razif Sidek · Malaysia | Sigit Pamungkas · Icuk Sugiarto · Indonesia                                                                                       |
| Đôi nam      | Rudy Heryanto · Kartono · Indonesia                                                                            | Jalani Sidek · Razif Sidek · Malaysia | Sawei Chanseorasmee · Sarit Pisudchaikul · Thái Lan                                                                               |
| Đôi nữ       | Ruth Damayanti · Verawaty Fadjrin · Indonesia                                                                  | Theresia Widiastuti · Imelda Wiguna · Indonesia                                                                                          | Ho Kam Meng · Tay Hoe See · Singapore                                                                                             |
| Đôi nữ       | Ruth Damayanti · Verawaty Fadjrin · Indonesia                                                                  | Theresia Widiastuti · Imelda Wiguna · Indonesia                                                                                          | Suleeporn Jittariyakul · Sirisriro Patama · Thái Lan                                                                              |
| Đôi nam nữ   | Rudy Heryanto · Imelda Wiguna · Indonesia                                                                      | Sigit Pamungkas · Theresia Widiastuti · Indonesia                                                                                        | Razif Sidek · Leong Chai Lean · Malaysia                                                                                          |
| Đôi nam nữ   | Rudy Heryanto · Imelda Wiguna · Indonesia                                                                      | Sigit Pamungkas · Theresia Widiastuti · Indonesia                                                                                        | Preecha Sopajaree · Jutatip Banjongsilp · Thái Lan                                                                                |
|              | | | |
| Đồng đội nam | Indonesia · Liem Swie King · Hastomo Arbi · Sigit Pamungkas · Icuk Sugiarto · Rudy Heryanto · Kartono          | Malaysia · Saw Swee Leong · Misbun Sidek · Ong Teong Boon · Moo Foot Lian · Jalani Sidek · Razif Sidek                                   | Thái Lan · Bandid Jaiyen · Sawei Chanseorasmee · Sarit Pisudchaikul · Preecha Sopajaree · Suwat Poonumphai · Wichit Assavanapakas |
| Đồng đội nam | Indonesia · Liem Swie King · Hastomo Arbi · Sigit Pamungkas · Icuk Sugiarto · Rudy Heryanto · Kartono          | Malaysia · Saw Swee Leong · Misbun Sidek · Ong Teong Boon · Moo Foot Lian · Jalani Sidek · Razif Sidek                                   | Miến Điện · Kyi Nyunt · Wai Nyunt · Maung Maung · Win Htut · Myint Han                                                            |
| Đồng đội nữ  | Indonesia · Verawaty Wiharjo · Ivana Lie · Imelda Wiguna · Taty Sumirah · Theresia Widiastuti · Ruth Damayanti | Thái Lan · Kanitta Mansamuth · Suleeporn Jittariyakul · Jutatip Banjongsilp · Sirisriro Patama · Amporn Kaitpituk · Penpan Klangthamniem | Malaysia · Leong Chai Lean · Katherine Teh · Juliet Poon · Kok Chan Fong                                                          |
| Đồng đội nữ  | Indonesia · Verawaty Wiharjo · Ivana Lie · Imelda Wiguna · Taty Sumirah · Theresia Widiastuti · Ruth Damayanti | Thái Lan · Kanitta Mansamuth · Suleeporn Jittariyakul · Jutatip Banjongsilp · Sirisriro Patama · Amporn Kaitpituk · Penpan Klangthamniem | Philippines · Diana Del Castillo · Leonora Rivera · Corazon Anuran · Rebecca Villegas · Go Giok Leng · Demetrin Santos            |

## Kết quả chung cuộc
| Nội dung   | Vô địch                           | Á quân                                | Tỷ số            |
| ---------- | --------------------------------- | ------------------------------------- | ---------------- |
| Đơn nam    | Liem Swie King                    | Hastomo Arbi                          | 15–2, 15–7       |
| Đơn nữ     | Verawaty Fadjrin                  | Ivana Lie                             | 6–11, 11–4, 11–7 |
| Đôi nam    | Rudy Heryanto & Kartono           | Jalani Sidek & Razif Sidek            | 15–12, 15–6      |
| Đôi nữ     | Ruth Damayanti & Verawaty Fadjrin | Theresia Widiastuti & Imelda Wiguna   | 15–13, 15–4      |
| Đôi nam nữ | Rudy Heryanto & Imelda Wiguna     | Sigit Pamungkas & Theresia Widiastuti | 15–12, 15–5      |

## Bảng huy chương
| Hạng               | Đoàn               | Vàng | Bạc | Đồng | Tổng số |
| ------------------ | ------------------ | ---- | --- | ---- | ------- |
| 1                  | Indonesia (INA)    | 7    | 4   | 1    | 12      |
| 2                  | Malaysia (MAS)     | 0    | 2   | 4    | 6       |
| 3                  | Thái Lan (THA)     | 0    | 1   | 6    | 7       |
| 4                  | Singapore (SIN)    | 0    | 0   | 1    | 1       |
| 4                  | Myanmar (MYA)      | 0    | 0   | 1    | 1       |
| 4                  | Philippines (PHI)  | 0    | 0   | 1    | 1       |
| Tổng số (6 đơn vị) | Tổng số (6 đơn vị) | 7    | 7   | 14   | 28      |